# Iglesia de San Martín (Sevilla)
La Iglesia de San Martín de Sevilla es uno de los templos más antiguos de la ciudad. Es la sede de la Hermandad de la Lanzada.

## Descripción

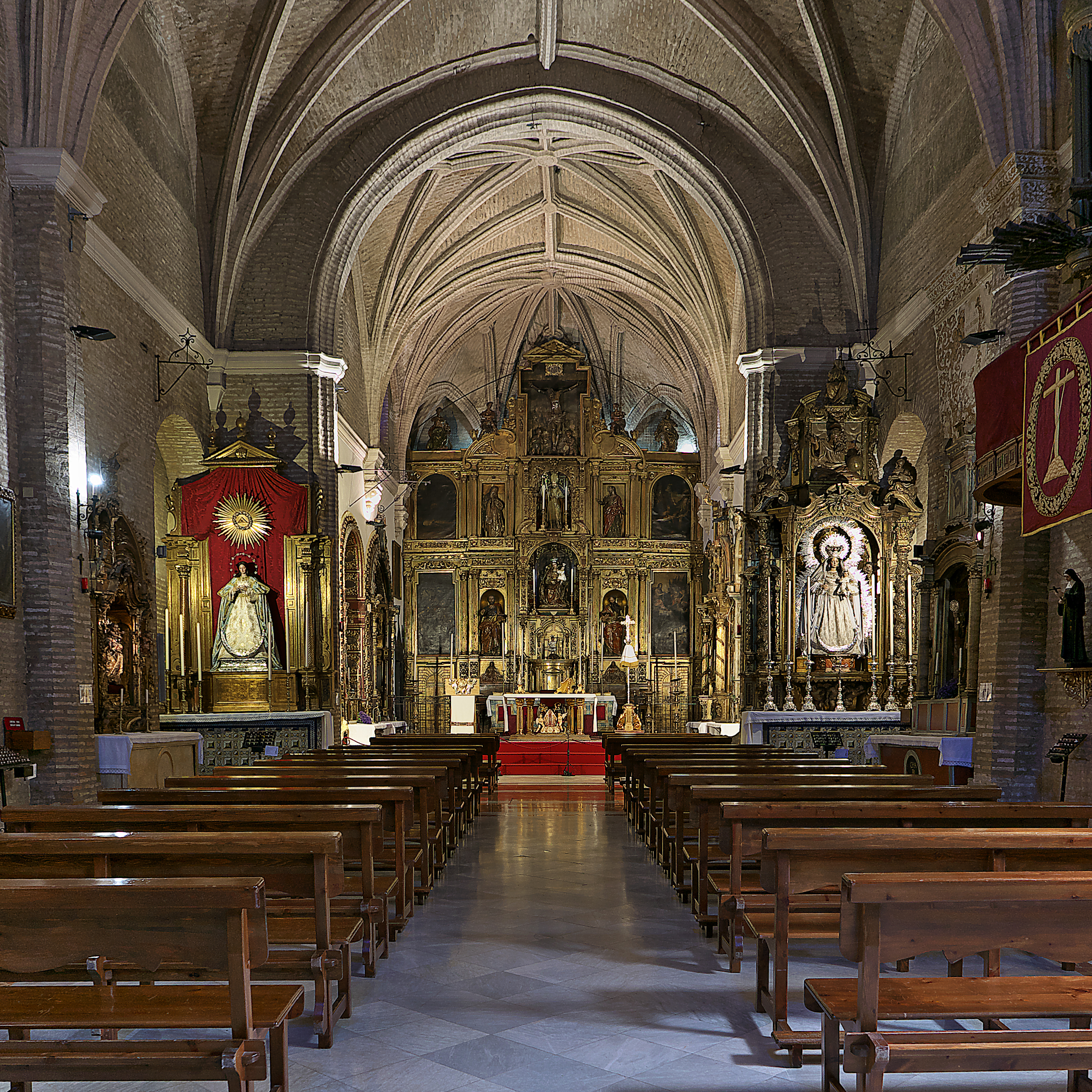
Vista del interior de la Iglesia de San Martín.

Su construcción debió de realizarse durante el siglo XV, y se cree que en ella intervino Alonso Rodríguez, maestro mayor de la catedral hispalense y de las iglesias de la archidiócesis entre los años 1496 y 1513, encargándose del cerramiento de sus bóvedas.
Se trata de uno de los escasos templos góticos de Sevilla que nos han llegado hasta nuestros días (junto con la Iglesia de Santa Ana o la propia catedral); constituido en este caso por una sola y amplia nave cuyos tramos se cubren con bóvedas nervadas, unidas longitudinalmente por medio de un espinazo central, que se sustentan lateralmente con grandes contrafuertes. Tanto los muros de la iglesia como los tramos de las bóvedas entre los nervios, están construidos en su totalidad en ladrillo.
Exteriormente cuenta con dos fachadas; la principal a los pies con una portada gótica muy modesta con doble arco apuntado que se adelanta respecto al paramento principal y se remata superiormente con un sencillo tejaroz. Junto a ella aparece la torre realizada en ladrillo, en cuyo cuerpo superior de campanas se abren los huecos, acabados en arco de herradura enmarcados en alfiz y asentados sobre una sencilla imposta.
La iglesia fue sometida a importantes reformas durante el siglo XVIII, y en especial a consecuencia de los daños recibidos por el terremoto de Lisboa de 1755. Por entonces se añadió en su antigua torre un chapitel de estilo barroco, eliminado posteriormente tras la restauración realizada por el arquitecto Rafael Manzano Martos durante la década de 1970, quedando además desde entonces sus paramentos interiores sin los enlucidos añadidos.
Su retablo mayor fue diseñado en el año 1606 por el arquitecto italiano Vermondo Resta, y organiza sus distintos espacios a través de columnas de estilo corintio y fuste estriado. Dentro de los artistas que intervinieron en su realización destacan las figuras de Andrés de Ocampo y Diego López Bueno, y pinturas del italiano Girolamo Lucenti de Correggio. Este retablo fue luego modificado en los últimos años del siglo XVII cuando se colocó el camarín central. Dos años más tarde y por encargo de Diego Gallegos, clérigo de San Martín, otro pintor italiano activo en Sevilla, Juan Gui, proporcionó un Descendimiento de la Cruz rematado en medio punto.
En el templo permanece enterrado el imaginero cordobés Juan de Mesa, tal como reza una placa conmemorativa que figura en su fachada lateral.
Bien de Interés Cultural, la Iglesia de San Martín de Sevilla está declarada como Monumento y su publicación como tal aparece inscrita en BOJA del año 2002.

## Hermandades
Esta iglesia es la sede canónica, desde el año 1932, de la Hermandad de la Lanzada y, desde siglos anteriores, alberga a la Virgen de la Esperanza -Divina Enfermera- centro de devoción de la collación de San Martín (ésta virgen es titular también de la Hermandad de la Lanzada desde 1981).
A lo largo de su historia la iglesia ha sido sede de diferentes hermandades ya extinguidas, como la Hermandad de la Virgen de Europa, la Hermandad de la Divina Maestra o la Hermandad de la Santa Espina y la Inmaculada Concepción (esta última fusionada con la Hermandad de la Lanzada).
El primer sábado de octubre procesiona la Virgen de la Esperanza Divina Enfermera por las calles del centro de Sevilla.

## Galería

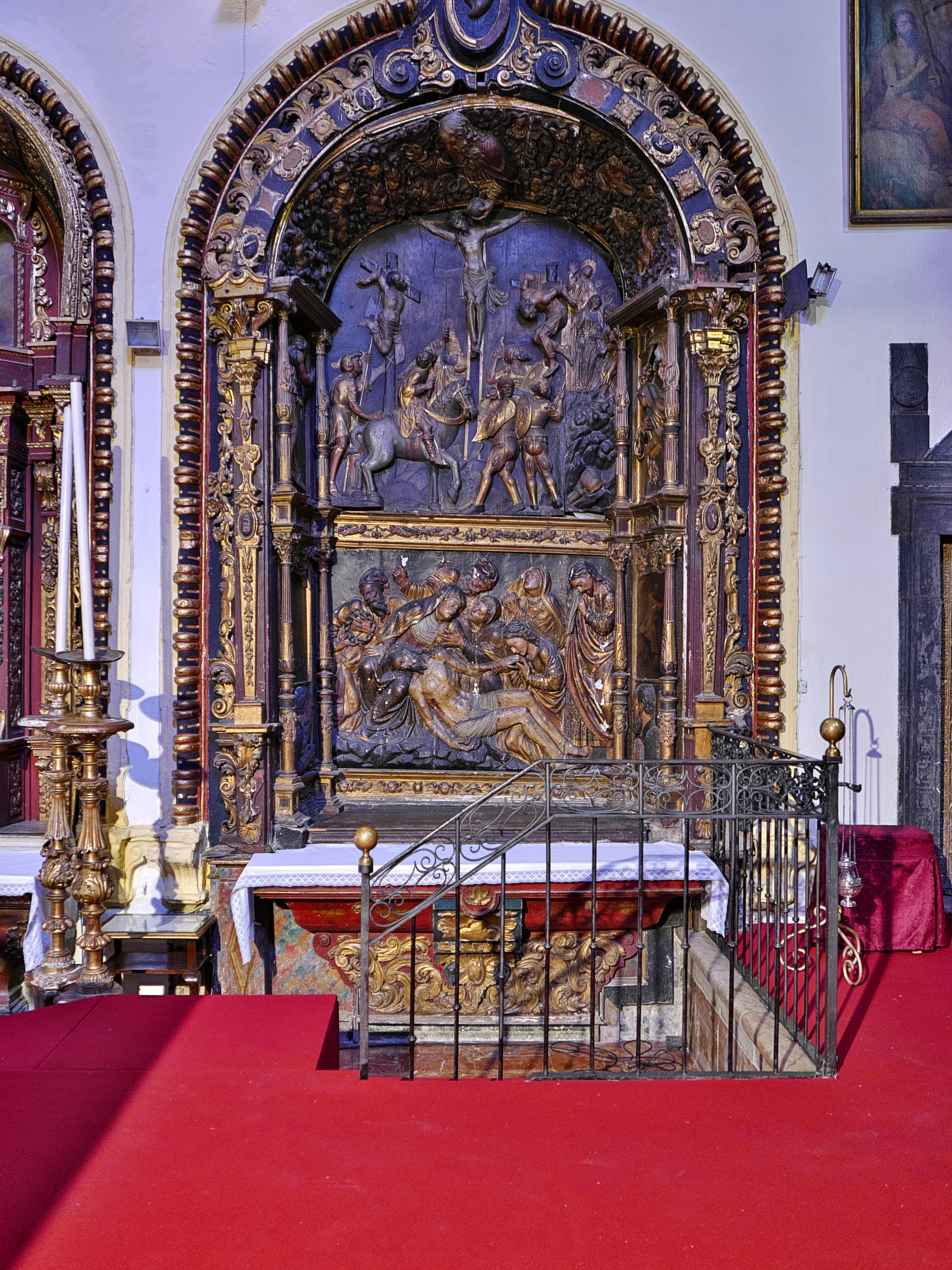
Retablo de la Piedad, obra de Isidoro de Villoldo (segunda mitad s. XVI).
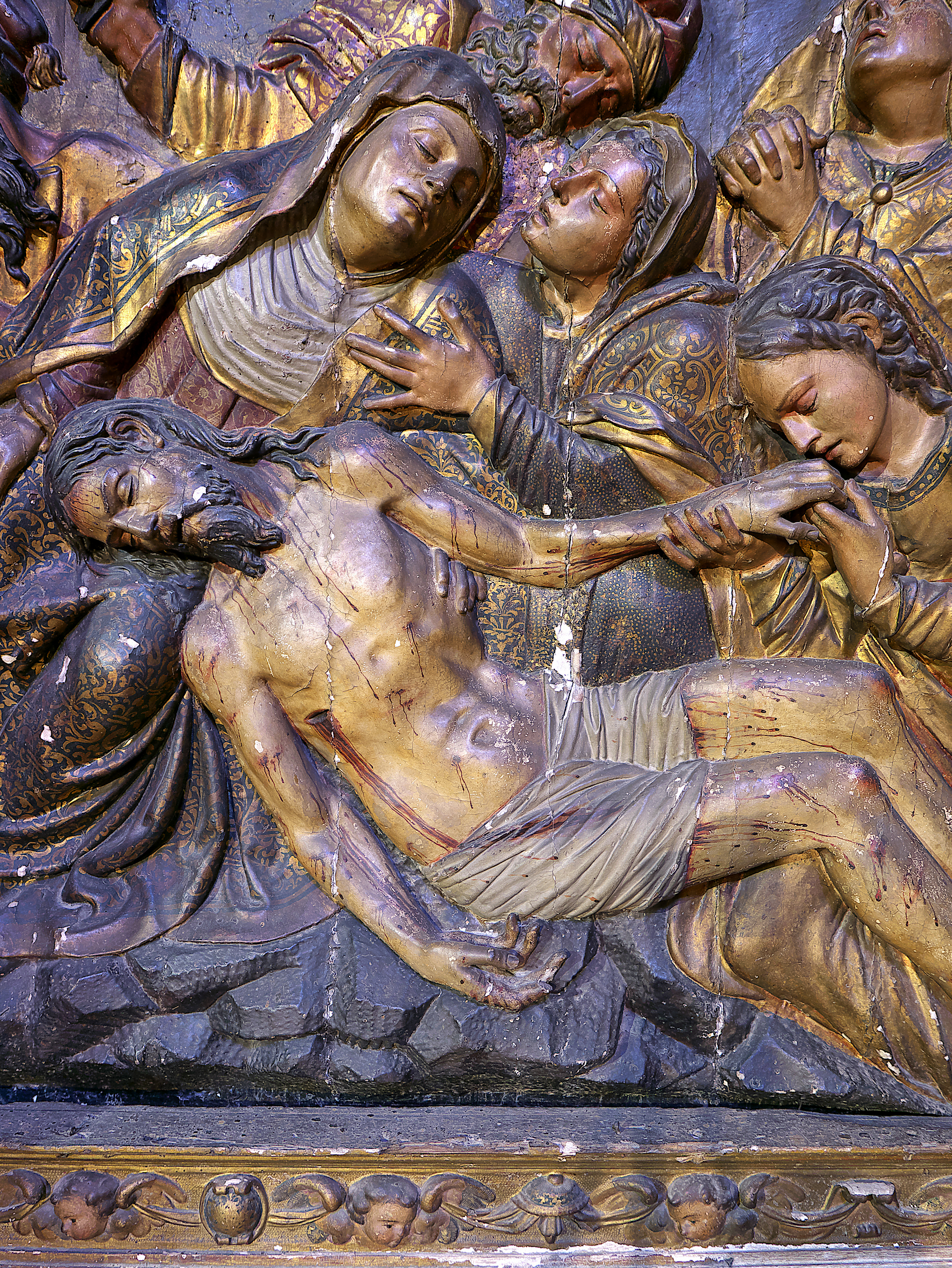
La Sexta Angustia, detalle del Retablo de la Piedad.
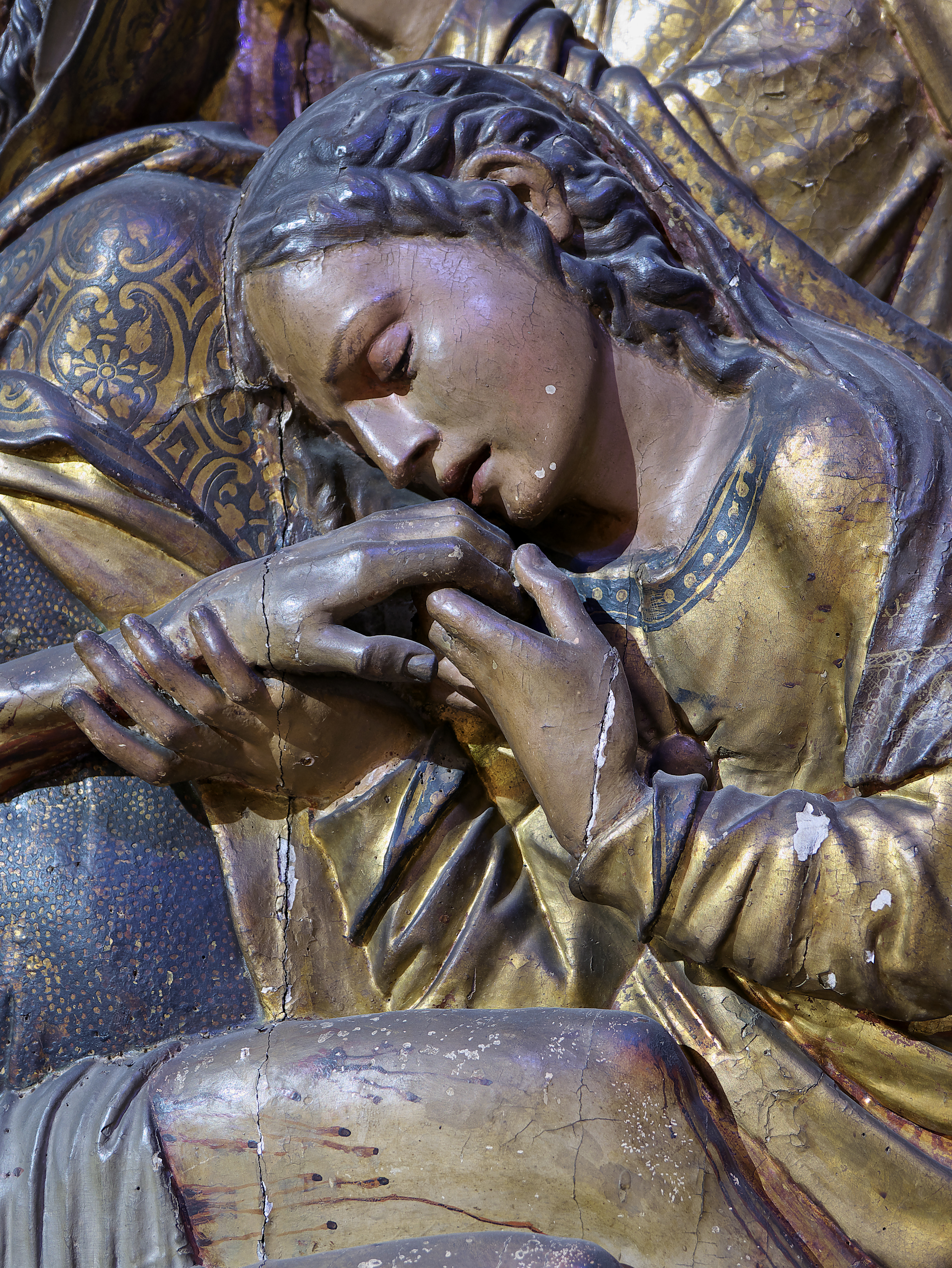
Detalle del Retablo de la Piedad.
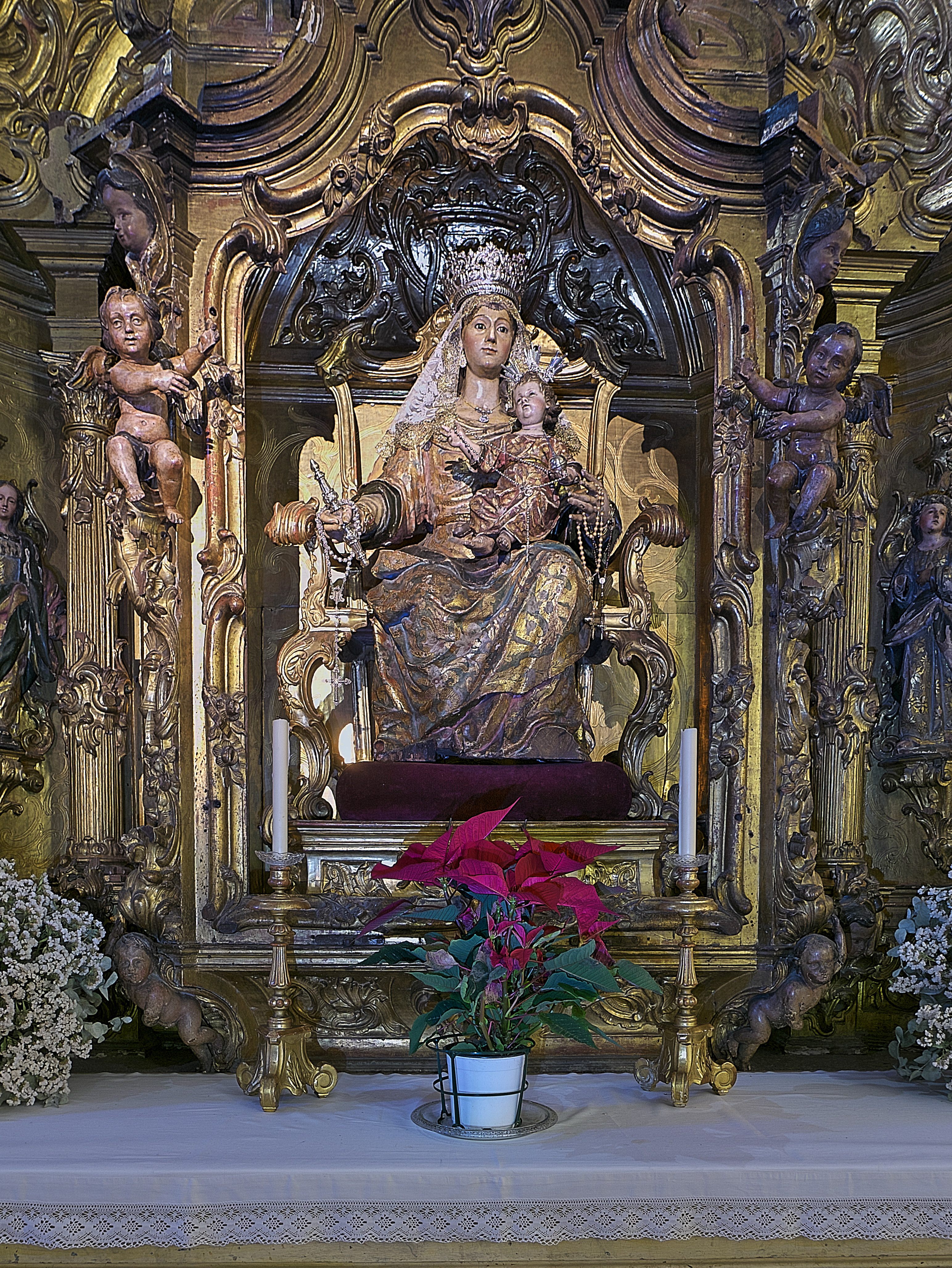
Obra de Felipe Martínez (1686), hijo de Alonso Martínez. Madera tallada policromada y estofada.